# قهوه‌خانه امیری
قهوه‌خانه امیری مربوط به دوره پهلوی است و در شهرستان گرمسار، بخش ایوانکی، شمال غرب شهر ایوانکی، ۱۰۰ متری شمال غرب پل اصلی جاده تهران، مشهد واقع شده و این اثر در تاریخ ۲۶ اسفند ۱۳۸۷ با شمارهٔ ثبت ۲۶۰۸۷ به‌عنوان یکی از آثار ملی ایران به ثبت رسیده است.